# Ada (Oklahoma)
Ada – miasto w Stanach Zjednoczonych, w stanie Oklahoma, siedziba administracyjna hrabstwa Pontotoc.